# Birger Lund
Birger Lund, född 3 maj 1694 i Locknevi församling, Kalmar län, död 19 mars 1779 i Ulrika församling, Östergötlands län, var en svensk präst.

## Biografi
Birger Lund föddes 1694 i Locknevi församling. Han var son till ryttaren Börje Carlsson i Sopetorp. Lund blev 1724 student vid Lunds universitet och prästvigdes 8 november 1728. Han blev 1737 kyrkoherde i Ulrika församling. Lund avled 1779 i Ulrika församling.

## Familj
Lund gifte sig 15 mars 1747 med Ingeborg Johansdotter (1702–1776). Hon var änka efter en ryttare.